# Chuťová kůra
Primární chuťový kortex (chuťová kůra) je mozková struktura zodpovědná za vnímání chuti. Skládá se ze dvou dílčích struktur:
- přední insula na insulárním laloku
- frontální operculum na dolním frontálním gyru čelního laloku

Vzhledem ke svému složení se primární chuťová kůra někdy v literatuře označuje jako AI/FO(Anterior Insula/Frontal Operculum). Pomocí technik záznamu extracelulárních jednotek vědci objasnili, že neurony v AI/FO reagují na sladkost, slanost, hořkost a kyselost a kódují intenzitu chuťového podnětu.

## Role v chuťové dráze
Stejně jako čichový systém je i chuťový systém definován specializovanými periferními receptory a centrálními dráhami, které přenášejí a zpracovávají chuťové informace. Periferní chuťové receptory se nacházejí na horním povrchu jazyka, měkkém patře, hltanu a horní části jícnu. Chuťové buňky synaptují s primárními senzorickými axony, které probíhají v chorda tympani a větší povrchové petrosální větvi lícního nervu (lebeční nerv VII), jazykové větvi glosofaryngeálního nervu (lebeční nerv IX) a horní hrtanové větvi bloudivého nervu (lebeční nerv X) a inervují chuťové pohárky na jazyku, patře, epiglotis a jícnu. Centrální axony těchto primárních senzorických neuronů v gangliích příslušných lebečních nervů vystupují do rostrálních a laterálních oblastí jádra solitárního traktu ve dřeni, které je také známé jako chuťové jádro komplexu solitárního traktu. Axony z rostrální (chuťové) části solitárního jádra se promítají do ventrálního zadního komplexu thalamu, kde končí v mediální polovině ventrálního zadního mediálního jádra. Toto jádro se zase promítá do několika oblastí neokortexu, který zahrnuje chuťovou kůru (frontální operkulum a insula), která se aktivuje, když subjekt konzumuje a vnímá chuť.